# دونالد ريد (سياسي نيوزيلندي)
دونالد ريد (بالإنجليزية: Donald Reid)‏ هو سياسي نيوزيلندي، ولد في 15 أكتوبر 1855، وتوفي في 25 أغسطس 1920. انتخب عضو مجلس النواب النيوزيلندي.